# روث تومسون
روث تومسون (بالإنجليزية: Ruth Plumly Thompson)‏ (و. 1891 – 1976 م) هي كاتِبة، وروائية، وكاتبة للأطفال أمريكية، ولدت في فيلادلفيا، توفيت عن عمر يناهز 85 عاماً.